# Neocoenyra cooksoni
Neocoenyra cooksoni är en fjärilsart som beskrevs av George Francis Hampson 1907. Neocoenyra cooksoni ingår i släktet Neocoenyra och familjen praktfjärilar. Inga underarter finns listade i Catalogue of Life.